# Alejandro Musolino
Alejandro Nicolás Musolino SDB (Córdoba, 30 de octubre de 1971) es un eclesiástico católico argentino. Es el obispo auxiliar de Córdoba, desde agosto de 2023.

## Biografía
Alejandro Nicolás nació el 30 de octubre de 1971, en la ciudad argentina de Córdoba.
Tras realizar estudios en el Instituto Domingo Savio de Córdoba, obtuvo el título de Profesor de Filosofía y Ciencias de la educación, con orientación a la Pastoral Juvenil. También obtuvo el bachillerato en Teología, en la Facultad de Teología de la Universidad Católica Argentina (UCA).
Luego realizó una especialización (2014-2015) en "Acompañamiento Espiritual Salesiano" en el Centro Salesiano de Formación Permanente de Quito (Ecuador). Posteriormente, consiguió una maestría en Psicología social (2020-2021), certificada por la AEAPro, en Barcelona (España).
En 2023, obtuvo un diploma en Discernimiento Espiritual según el método de San Ignacio de Loyola, impartido por la Universidad Católica de Córdoba.

### Vida religiosa
Ingresó en la Congregación de los Salesianos. Realizó su primera profesión de votos religiosos el 31 de enero de 1991, y la profesión solemne el 4 de octubre de 1997.
Su ordenación sacerdotal fue el 11 de diciembre de 1999. Escogió como lema la frase: "Les daré un corazón nuevo".
Como sacerdote desempeñó los siguientes ministerios:
- Formador de Aspirantes y Pre-novicios, y vicedirector del Instituto Domingo Savio (2000-2003).
- Superior del Post noviciado y responsable del Centro Salesiano de Estudios Filosóficos (2003-2005).
- Director de la Obra de Don Bosco de Rodeo del Medio en Mendoza (2006).[4]
- Consejero Inspectorial y ecónomo de la Inspectoría del Norte Argentino (ARN), y miembro del Equipo de Pastoral Juvenil Salesiana (2007-2012).[2]
- Director de la Obra Salesiana "Pío X" en Córdoba (2013-2018).[7]
- Miembro del Consejo Arquidiocesano de Religiosos (2015-2018).
- Director de la Obra de Don Bosco en Formosa (2019-2023).[8]

### Episcopado
El 11 de agosto de 2023, el papa Francisco lo nombró obispo auxiliar de Córdoba, junto a Horacio José Álvarez. También lo nombró obispo titular de Ruspae.
Tras su nombramiento, se puso como lema la frase: "Para que tengan Vida".
Fue consagrado el 3 de noviembre del mismo año, en la parroquia María Auxiliadora de Córdoba, a manos del cardenal-arzobispo Ángel Sixto Rossi.